# Platia Agias Paraskevis

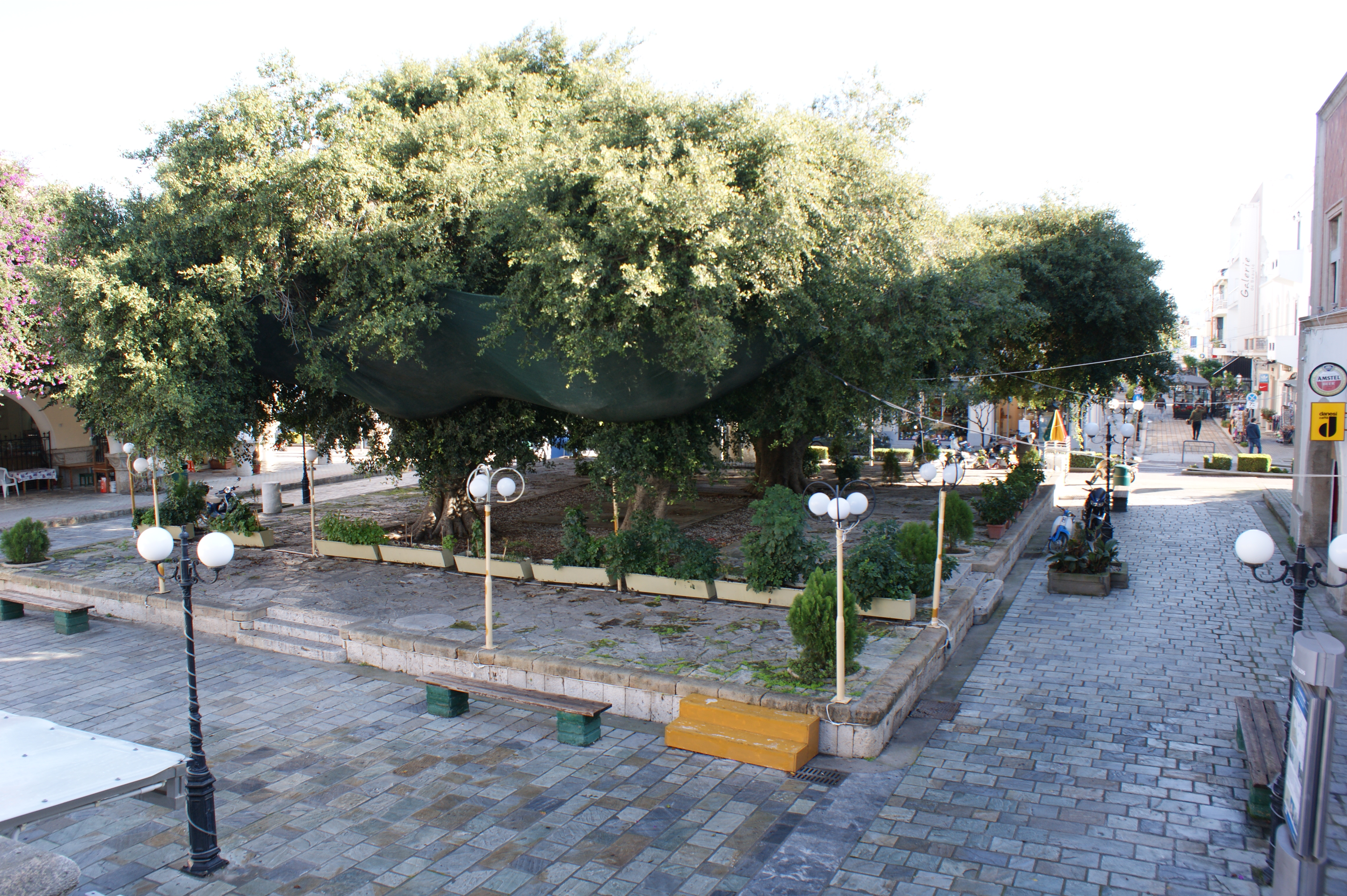
Platz bei der Kirche der Heiligen Paraskevi (Agia Paraskevi)

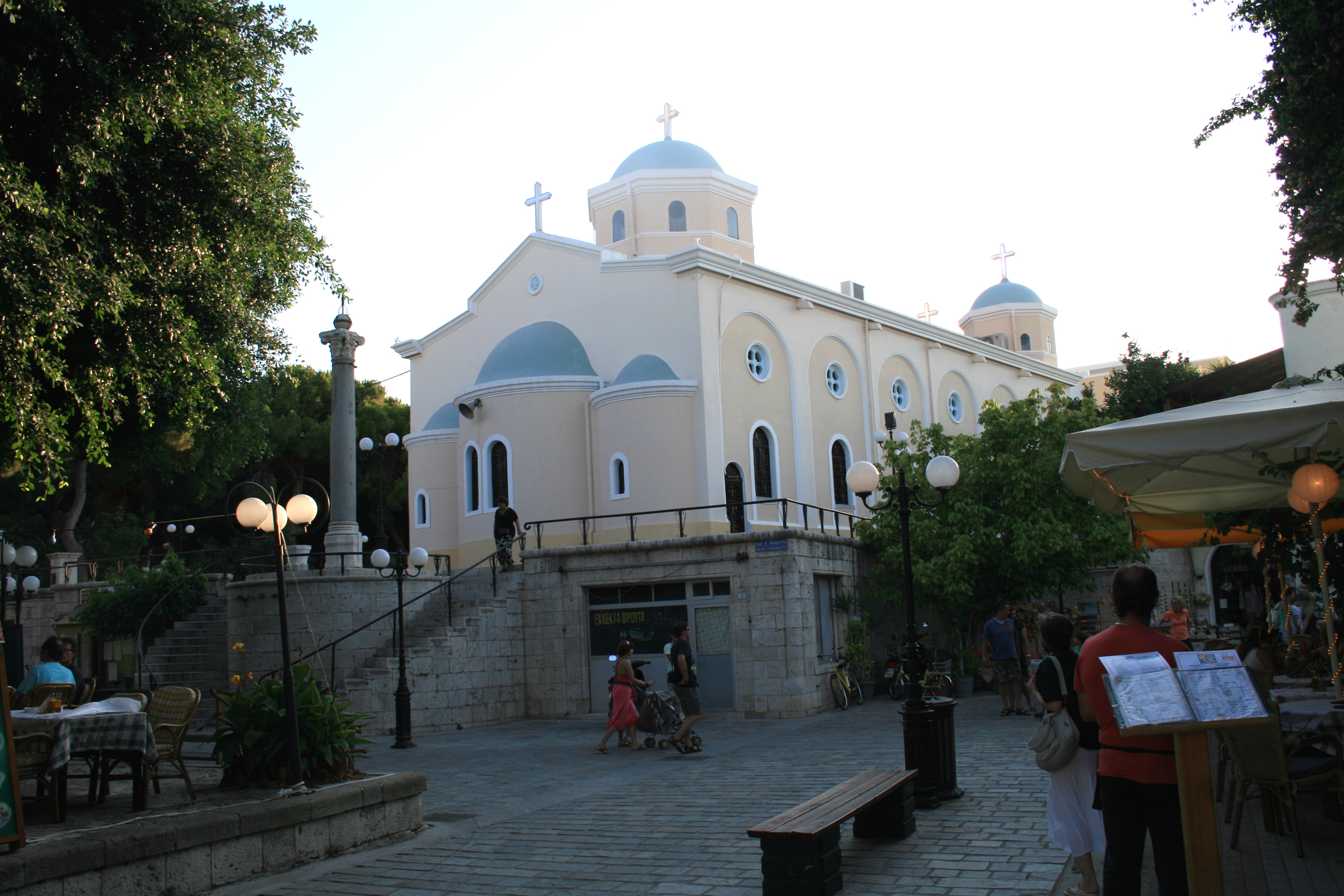
Blick auf die namensgebende Kirche Agia Paraskevi vom Agia-Paraskevi-Platz aus. Die Kirche ist in dem Zustand vor dem Erdbeben 2017 zu sehen.

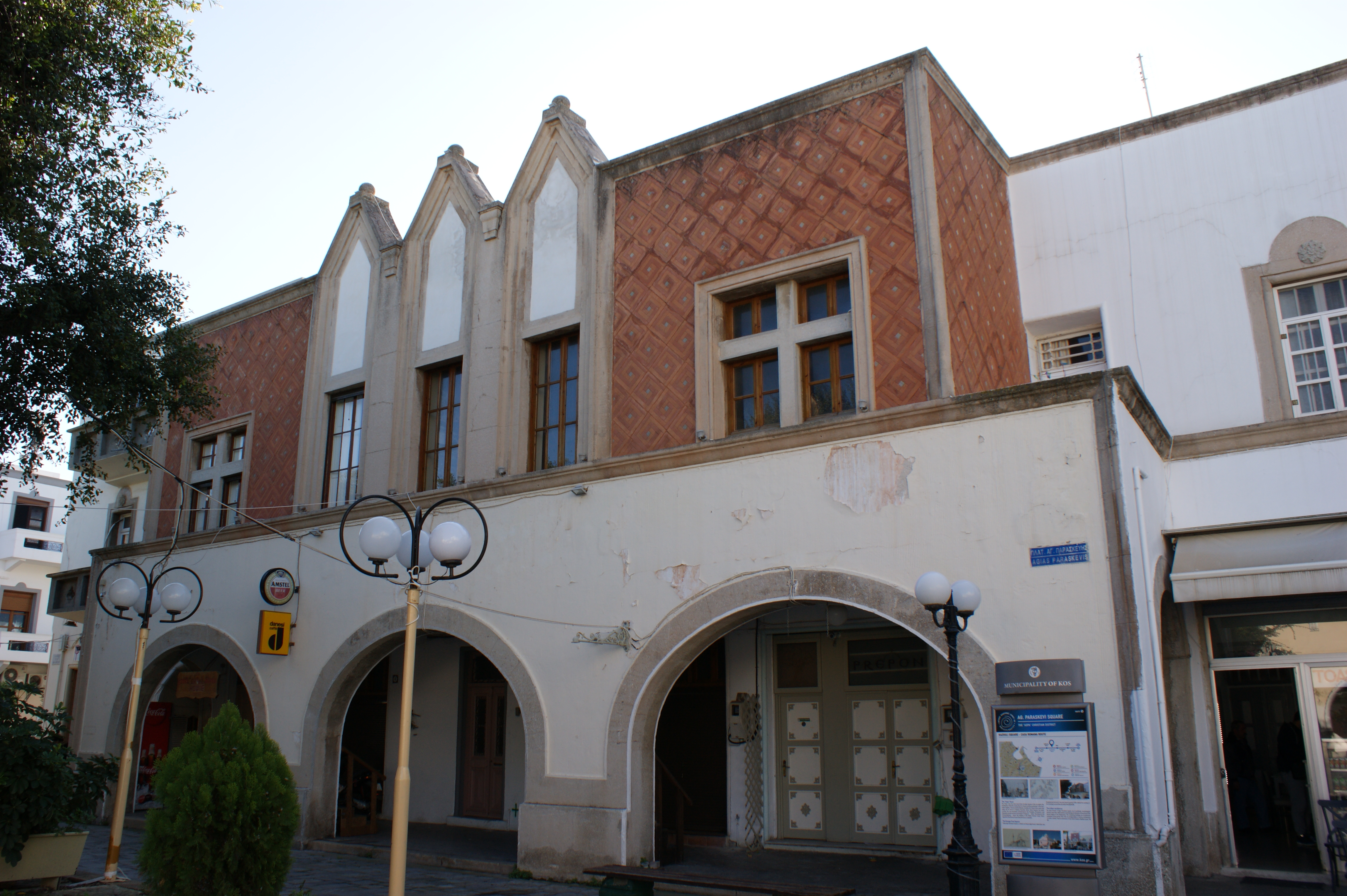
Bürgerhaus

Die Platia Agias Paraskevis (griechisch Πλατεία Αγίας Παρασκευής Platía Agías Paraskevís, deutsch ‚Agia-Paraskevi-Platz‘) entstand 1935, nach dem großen Erdbeben von 1933, durch welches wesentliche Teile der historischen Stadt von Kos auf der Insel Kos zerstört wurden.

## Name
Der Name des Platzes ist von der etwas oberhalb liegenden Kirche Agia Paraskevi abgeleitet. Während der italienischen Besatzungszeit wurde der Platz (italienisch Piazza degli Arancia / della Erbe ‚Platz des Orangenbaums / Platz der Kräuter‘) genannt.

## Lage
Der Platz liegt auf etwa 11 Meter über dem Meeresspiegel in unmittelbarer Nähe der Platia Eleftherias (Πλατεία Ελευθερίας Platz der Freiheit). Räumlich im Wesentlichen getrennt durch die 1934 erbaute und quer stehende Markthalle von Kos (Δημοτική Αγορά Dimotikí Agorá Mercato delle Erbe).

## Bürgerhaus
Das an der Platia Agias Paraskevis befindliche Bürgerhaus wurde während der italienischen Besetzung der Inseln erbaut. Der Stil findet sich auch auf der Platia Eleftherias beim Haus der Faschisten (Casa del Fascio) und dem Archäologischen Museum, beim Gouverneurspalast von Kos am Hafen von Kos, etwas weniger bei der Markthalle wieder. Der Stil dieses Bürgerhauses ist bezeichnend für den Architekturstil der Zeit von 1923 bis 1943 der italienischen Besetzung der Dodekanes-Inseln. Es wurde der Stil der Architektur nach den Vorstellungen der neuen Machthaber angepasst und von „orientalischen Einflüssen“ gereinigt und in Anlehnung an das Römische Reich in Verbindung mit faschistischen „Idealen“ ausgeführt.